# Magnus Ekelund
Nils Åke Magnus Ekelund, känd under artistnamnet Kitok, född 18 juli 1986 i Jokkmokks församling, Norrbottens län, är en svensk rappare, hiphopmusiker, sångare, låtskrivare och musikproducent från Jokkmokk.
Han gör sedan 2014 musik under sitt samiska släktnamn Kitok och sedan 2022 med bandet Ghost Boys. Tidigare hade han bland annat banden Magnus Ekelund & Stålet och Elmo.

## Magnus Ekelund & Stålet
Ekelund hade tidigare ett band som spelade indierock på svenska under namnet Magnus Ekelund & Stålet och 6 juli 2011 släpptes deras debutalbum Svart flagg på skivbolaget Teg Publishing. Albumet beskrevs av Expressen som "bästa svenska album 2011" (25 november 2011). Albumet innehöll bland annat låten "Utan er", en duett med Jakob Hellman. 
Den 16 maj 2012 släpptes Magnus Ekelund & Stålets andra album Det definitiva drevet, och den 10 april 2013 släpptes deras tredje och sista album DÖDSKULT. Den 10 oktober 2013 meddelade Magnus Ekelund & Stålet via sin facebooksida att de lägger ner som band.

## Kitok
Ekelund bytte genre till hiphop och tog sitt samiska familjenamn Kitok som artistnamn. Debutsingeln "Sista utposten" släpptes av etiketten Svenska inspelningar på Universal Music Group den 24 mars 2014. Låten plockades direkt upp på Sveriges Radio P3:s spellista och beskrevs av Musikguiden i P3 som "Beastie Boys på svenska". Videon där James Allan och Jonna Löfgren från Glasvegas medverkade i cameoroller hade officiell premiär på Kingsize Magazine.
Den 16 maj 2014 släpptes andra singeln "STHLM city", som även den fick omedelbar radioframgång på P3. I videon, som hade premiär på Bons webbsida, kan man bland annat se skateboardikonen Ali Boulala.
17 september 2014 släpptes singeln "Paradise Jokkmokk". Kitoks största kommersiella framgång hittills, med rotation på NRJ, Sveriges Radio P3 och The Voice. Tre månader efter release hade låten över en miljon streams på Spotify. Den 14 januari 2015 släpptes debutalbumet, även det kallat Paradise Jokkmokk. Sedan dess har Ekelund släppt två fullängdsalbum under namnet Kitok: #Darkwebdetox (2016) och Inland Empire (2019).

## Övriga projekt
Innan Magnus Ekelund & Stålet hade Ekelund flera band som spelade indierock på engelska. Det första skivkontraktet kom under artistnamnet "Elmo" och 2007 släpptes skivan "Kamikaze heart", följd av andra och sista Elmo-skivan "Once" 2009.
Ekelund har tillsammans med Jonatan Lundberg producerat Jakob Hellmans album Äntligen borta som släpptes den 8 januari 2021.
Under 2022 startade Magnus Ekelund bandet Ghost Boys tillsammans med Ali Boulala och Linus Nordström. Bandets musik har beskrivits som rock med fokus på cyberpunk och framtidsnostalgi av P4 Norrbotten.

## Diskografi

### Elmo
- 2007 – Kamikaze heart
- 2009 – Once

### Magnus Ekelund & Stålet
- 2011 – Svart flagg
- 2012 – Det definitiva drevet
- 2013 – Dödskult

### Kitok
- 2015 – Paradise Jokkmokk
- 2016 – #Darkwebdetox
- 2019 – Inland Empire

## Övrigt
Magnus Ekelund är barnbarnsbarn till den samiska konsthantverkaren Asa Kitok.